# TIME CAPSULE all the singles
『TIME CAPSULE all the singles』（タイムカプセル オール・ザ・シングルス）は1996年12月12日にリリースされたTMNのベスト・アルバム。

## 解説
TM NETWORKとしてデビューから「TMN終了」までの全シングル（12inchアナログシングル含む）を発売順に収録した2枚組ベスト・アルバム。
ボーナストラックとして、PlayStation用ソフト『Gaball screen』の為に作られた「Detour」を収録（メンバー3人の連名名義）。
シングル・ベストという位置付けのため、シングル1曲目のみの収録となっており、両A面シングルの2曲目は収録されておらず (「COME ON EVERYBODY (with Nile Rodgers)」との両A面である「COME ON LET'S DANCE (DANCE SUPREME)」や「RHYTHM RED BEAT BLACK」との両A面である「DREAMS OF CHIRISTMAS」、「Love Train」との両A面である「We love the EARTH」) 、「Still Love Her」 (「JUST ONE VICTORY (たったひとつの勝利)」のC/W。カップリング曲ながらタイアップ曲) も未収録となった。
初回盤はBOXケース仕様、40ページブックレット付き、ピクチャーディスク仕様。また、2枚のディスクがそれぞれ単独のケースに収められている。BOXの蓋にはデジタル式の時計が埋め込まれていて、電池交換も可能である。
後に、内容が重複する『THE SINGLES 1』『THE SINGLES 2』がリリースされるが、本作収録の「Detour」はこの作品及び、2020年3月18日にリリースされた「Gift from Fanks T」のみの収録となっている。

## 収録曲

### DISC:1
| 全編曲: 小室哲哉。 |                                                      |            |                    |       |
| #                  | タイトル                                             | 作詞       | 作曲               | 時間  |
| 1.                 | 「金曜日のライオン (Take it to the lucky)」          | 小室哲哉   | 小室哲哉           | 4:30  |
| 2.                 | 「1974 (16光年の訪問者)」                            | 西門加里   | 小室哲哉           | 3:59  |
| 3.                 | 「アクシデント (Accident)」                          | 松井五郎   | 小室哲哉           | 4:33  |
| 4.                 | 「DRAGON THE FESTIVAL (ZOO MIX)」                    | 小室哲哉   | 小室哲哉           | 7:17  |
| 5.                 | 「YOUR SONG ("D"Mix)」                               | 小室哲哉   | 小室哲哉、木根尚登 | 6:39  |
| 6.                 | 「Come on Let's Dance (This is the FANKS DYNA-MIX)」 | 神沢礼江   | 小室哲哉           | 4:56  |
| 7.                 | 「Girl」                                             | 神沢礼江   | 小室哲哉           | 4:45  |
| 8.                 | 「All-Right All-Night (No Tears No Blood)」          | 小室みつ子 | 小室哲哉           | 4:28  |
| 9.                 | 「Self Control (方舟に曳かれて)」                    | 小室みつ子 | 小室哲哉           | 4:39  |
| 10.                | 「Get Wild」                                         | 小室みつ子 | 小室哲哉           | 4:00  |
| 11.                | 「KISS YOU 〜世界は宇宙と恋におちる〜」              | 小室みつ子 | 小室哲哉           | 4:57  |
| 12.                | 「RESISTANCE」                                       | 小室みつ子 | 小室哲哉           | 4:52  |
| 13.                | 「BEYOND THE TIME (メビウスの宇宙を越えて)」         | 小室みつ子 | 小室哲哉           | 5:32  |
| 14.                | 「SEVEN DAYS WAR」                                   | 小室みつ子 | 小室哲哉           | 4:58  |
| 15.                | 「COME ON EVERYBODY」                                | 小室哲哉   | 小室哲哉           | 4:53  |
| 合計時間:          | 合計時間:                                            | 合計時間:  | 合計時間:          | 74:58 |

### DISC:2
| #         | タイトル                                  | 作詞          | 作曲      | 編曲                          | 時間  |
| --------- | ----------------------------------------- | ------------- | --------- | ----------------------------- | ----- |
| 1.        | 「JUST ONE VICTORY (Remix Version)」      | 小室哲哉      | 小室哲哉  | 小室哲哉                      | 4:44  |
| 2.        | 「COME ON EVERYBODY (with Nile Rodgers)」 | 小室哲哉      | 小室哲哉  | Nile Rodgers and Andres Levin | 5:08  |
| 3.        | 「KISS YOU (KISS JAPAN)」                 | 小室みつ子    | 小室哲哉  | Bernard Edwards               | 4:58  |
| 4.        | 「GET WILD '89」                          | 小室みつ子    | 小室哲哉  | Pete Hammond                  | 6:45  |
| 5.        | 「DIVE INTO YOUR BODY」                   | 小室みつ子    | 小室哲哉  | 小室哲哉                      | 5:03  |
| 6.        | 「THE POINT OF LOVERS' NIGHT」            | 小室哲哉      | 小室哲哉  | 小室哲哉                      | 6:31  |
| 7.        | 「TIME TO COUNT DOWN」                    | 小室みつ子    | 小室哲哉  | 小室哲哉                      | 4:20  |
| 8.        | 「RHYTHM RED BEAT BLACK」                 | 坂元裕二      | 小室哲哉  | 小室哲哉                      | 6:05  |
| 9.        | 「RHYTHM RED BEAT BLACK (Version 2.0)」   | Patricia Wynn | 小室哲哉  | 小室哲哉                      | 7:54  |
| 10.       | 「Love Train」                            | 小室哲哉      | 小室哲哉  | 小室哲哉                      | 5:26  |
| 11.       | 「Wild Heaven」                           | 小室みつ子    | 小室哲哉  | 小室哲哉                      | 5:22  |
| 12.       | 「一途な恋」                              | 小室哲哉      | 小室哲哉  | 小室哲哉                      | 4:12  |
| 13.       | 「Nights of The Knife」                   | 小室みつ子    | 小室哲哉  | 小室哲哉                      | 6:22  |
| 14.       | 「Detour」                                | 前田たかひろ  | 小室哲哉  | 小室哲哉                      | 3:39  |
| 合計時間: | 合計時間:                                 | 合計時間:     | 合計時間: | 合計時間:                     | 76:29 |

## 楽曲解説

### DISC:1
1. 金曜日のライオン (Take it to the lucky)
  - 1stシングル。
2. 1974 (16光年の訪問者)
  - 2ndシングル。
3. アクシデント (Accident)
  - 3rdシングル。シングルバージョンはアルバム初収録。
4. DRAGON THE FESTIVAL (ZOO MIX)
  - 4thシングル。
5. YOUR SONG ("D"Mix)
  - 5thシングル。
6. Come on Let's Dance (This is the FANKS DYNA-MIX)
  - 6thシングル。
7. Girl
  - 7thシングル。
8. All-Right All-Night (No Tears No Blood)
  - 8thシングル。シングルバージョンはアルバム初収録。
9. Self Control (方舟に曳かれて)
  - 9thシングル。
10. Get Wild
  - 10thシングル。
11. KISS YOU 〜世界は宇宙と恋におちる〜
  - 11thシングル。
12. RESISTANCE
  - 12thシングル。
13. BEYOND THE TIME (メビウスの宇宙を越えて)
  - 13thシングル。シングルバージョンはアルバム初収録だが、本作に収録されているのはCDシングル盤のカットアウト版。
  - なお、このバージョンはTM NETWORKのアルバムでは本作とトリビュートアルバム『TM NETWORK TRIBUTE ALBUM -40th CELEBRATION-』にしか収録されていない。
14. SEVEN DAYS WAR
  - 14thシングル。
15. COME ON EVERYBODY
  - 15thシングル。

### DISC:2
1. JUST ONE VICTORY (Remix Version)
  - 16thシングル。シングルバージョンはアルバム初収録。
2. COME ON EVERYBODY (with Nile Rodgers)
  - 17thシングル。
3. KISS YOU (KISS JAPAN)
  - 18thシングル。
4. GET WILD '89
  - 19thシングル。
5. DIVE INTO YOUR BODY
  - 20thシングル。
6. THE POINT OF LOVERS' NIGHT
  - 21stシングル。
7. TIME TO COUNT DOWN
  - 22ndシングル。
8. RHYTHM RED BEAT BLACK
  - 23rdシングル。
9. RHYTHM RED BEAT BLACK (Version 2.0)
  - 24thシングル。CDの収録時間の関係か、シングルよりも1分半程短くなっており、この曲のみ厳密にはオリジナルバージョンではない。
10. Love Train
  - 25thシングル。
11. Wild Heaven
  - 26thシングル。
12. 一途な恋
  - 27thシングル。
13. Nights of The Knife
  - 28thシングル。
14. Detour
  - ボーナストラック。新曲で2020年発売のファン投票によるベストアルバム『Gift from Fanks T』にも収録されている。PlayStation用ソフト『ガボールスクリーン』にも使われている。
  - この曲のみTakashi Utsunomiya/Tetsuya Komuro/Naoto Kineとそれぞれ3人の連名名義となっている。
  - 同時期に制作された「discovery」よりバックトラックが薄く、宇都宮はTMのボーカルとして感情を抑えて歌った。レコーディングでは3人で立ち会うことは無かったが、PV撮影では3人で臨んだ[2]。
  - 仮歌のデモテープが小室から渡された前田が「すぐそこで丸山茂雄さんと待ってるから、早くよろしくね」と言われて、プレッシャーの中でワープロで1時間で仕上げた[3]。
  - TMの3人を通して「回り道をしたけど、やっと会えた」というテーマを思いつき、その流れで「回り道」という言葉を押し出そうとするも、「日本語そのままでは地味」という前田の判断により、和英辞典を引き「Detour」と確認する。そして、タイトル・テーマ・提供先との兼ね合いを考えながら、仕上げていった[3]。

## スタッフ
- Produced : 小室哲哉
- Executive Producer : 丸山茂雄、小坂洋二
- A&R : 山口三平、松田芳明
- Int'l Affairs : 大竹健
- Mastered : 堀内寿哉
- Art Direction & Design : 高橋伸行
- Design : くぼあきひろ